# Sân vận động John Girardin
Sân vận động John Girardin (tiếng Pháp: Stade John Girardin) là một sân vận động đa năng ở Saint-Pierre, Saint-Pierre và Miquelon, Pháp. Sân hiện đang được sử dụng chủ yếu cho các trận đấu bóng đá. Đây là sân nhà của đội tuyển bóng đá quốc gia Saint-Pierre và Miquelon.